# Teștioara, Sălaj
Teștioara (în maghiară Kiskeresztesbánya, alternativ Kőszénbányatelep; în germană Braunkohlebergwerk) este un sat în comuna Surduc din județul Sălaj, Transilvania, România. Se află în partea central-estică a acestuia.
Prima atestare documentară a localității provine din anul 1956, când satul apare sub numele de Teștioara, ca și cătun al satului Surduc. Altă atestare documentară provine din anul 1966, Tămașa. Conform recensământului populației României din anul 2011, localitatea avea la acea dată 75 de locuitori.